# حبان (ولد ربيع)

تعديل مصدري - تعديل

حبان هي إحدى قرى عزلة قيفه ال مهدي بمديرية ولد ربيع التابعة لمحافظة البيضاء، بلغ تعداد سكانها 720 نسمة حسب تعداد اليمن لعام 2004.